# 長野三菱自動車販売
長野三菱自動車販売株式会社（ながのみつびしじどうしゃはんばい）は、長野県長野市に本社を置く、三菱自動車工業のディーラー。
ながでんグループの傘下企業で、長野県東北信地方を営業エリアとする。

## 沿革
- 1960年（昭和35年）2月1日 - 長野菱和自動車株式会社設立。当時の本社は長野市緑町。
- 1966年（昭和41年）10月1日 - 長野三菱自動車販売株式会社に社名変更。
- 1972年（昭和47年）4月 - 松本三菱自動車販売（現・東日本三菱自動車販売）の設立に伴い、中南信地方の営業所（松本・岡谷・飯田）を同社に譲渡。
- 1973年（昭和48年）2月 - 長野三菱コルト自動車販売株式会社を合併。本社を長野市中御所に移転。
- 1978年（昭和53年） - ギャラン店となる。
- 1993年（平成5年）9月 - 本社を現在地に移転。
- 1997年（平成9年）12月 - 部品部門を信越三菱自動車部品販売株式会社に譲渡。
- 2002年（平成14年）6月 - 北信三菱自動車販売株式会社を子会社化。
- 2003年（平成15年）1月 - 店舗名称を「―営業所」から「―店」に変更。
- 2007年（平成19年）10月1日 - 子会社の北信三菱自動車販売（旧・カープラザ店）を合併。
- 2008年（平成20年）
  - 5月 - 中野店・中野江部店・川中島店・千曲店を閉鎖。
  - 8月 - 高田店を閉鎖。

## 店舗
- 東和田店（本店）・クリーンカー東和田店
  - 長野県長野市東和田865-1
- 中御所店
  - 長野県長野市中御所四丁目8番9号
- 上田店
  - 長野県上田市踏入二丁目16番35号
- 小諸店
  - 長野県小諸市柏木203-8
- 佐久店
  - 長野県佐久市猿久保438-3